# Armoni Brooks
Armoni Daetrell Brooks, né le 5 juin 1998 à Waco dans le Texas, est un joueur américain de basket-ball évoluant au poste d'arrière. Il mesure 1,88 m.

## Biographie
Lors de la draft 2019, il est n'est pas sélectionné.
Le 4 avril 2021, après deux expériences en NBA G League, il signe un contrat two-way avec les Rockets de Houston.
En février 2022, il est coupé.
Le 6 mars 2022, il signe pour 10 jours en faveur des Raptors de Toronto.
Fin mars 2022, il signe, jusqu'à la fin de saison, en faveur des Raptors de Toronto. Les Raptors s'en séparent fin juillet 2022.
En juillet 2023, il signe un contrat two-way avec les Nets de Brooklyn. Il est coupé en janvier 2024.

## Statistiques

### Universitaires
| Saison    | Équipe   | Matchs | Titul. | Min./m | % Tir | % 3pts | % LF | Rbds/m. | Pass/m. | Int/m. | Ctr/m. | Pts/m. |
| --------- | -------- | ------ | ------ | ------ | ----- | ------ | ---- | ------- | ------- | ------ | ------ | ------ |
| 2016-2017 | Houston  | 28     | 3      | 12,2   | 43,3  | 36,2   | 80,0 | 2,25    | 0,25    | 0,39   | 0,07   | 4,39   |
| 2017-2018 | Houston  | 35     | 1      | 20,1   | 42,5  | 41,9   | 81,5 | 3,66    | 0,49    | 0,74   | 0,34   | 9,29   |
| 2018-2019 | Houston  | 37     | 36     | 30,7   | 40,5  | 39,0   | 63,0 | 6,32    | 0,89    | 0,76   | 0,30   | 13,35  |
| Carrière  | Carrière | 100    | 40     | 21,8   | 41,5  | 39,7   | 71,1 | 4,25    | 0,57    | 0,65   | 0,25   | 9,42   |

### Professionnelles

#### Saison régulière
| Saison    | Équipe   | Matchs | Titul. | Min./m | % Tir | % 3pts | % LF  | Rbds/m. | Pass/m. | Int/m. | Ctr/m. | Pts/m. |
| --------- | -------- | ------ | ------ | ------ | ----- | ------ | ----- | ------- | ------- | ------ | ------ | ------ |
| 2020-2021 | Houston  | 20     | 5      | 26,0   | 40,6  | 38,2   | 58,3  | 3,40    | 1,50    | 0,60   | 0,25   | 11,15  |
| 2021–2022 | Houston  | 41     | 8      | 16,8   | 34,7  | 30,0   | 84,2  | 1,98    | 1,20    | 0,51   | 0,20   | 6,20   |
| 2021–2022 | Toronto  | 13     | 3      | 11,8   | 28,9  | 27,8   | 100,0 | 1,69    | 1,00    | 0,54   | 0,23   | 2,62   |
| Carrière  | Carrière | 74     | 16     | 18,4   | 36,6  | 33,0   | 75,8  | 2,31    | 1,24    | 0,54   | 0,22   | 6,91   |

#### Playoffs
| Saison   | Équipe   | Matchs | Titul. | Min./m | % Tir | % 3pts | % LF | Rbds/m. | Pass/m. | Int/m. | Ctr/m. | Pts/m. |
| -------- | -------- | ------ | ------ | ------ | ----- | ------ | ---- | ------- | ------- | ------ | ------ | ------ |
| 2022     | Toronto  | 4      | 0      | 1,9    | 0,0   | 0,0    | 0,0  | 0,50    | 0,00    | 0,00   | 0,00   | 0,00   |
| Carrière | Carrière | 4      | 0      | 1,9    | 0,0   | 0,0    | 0,0  | 0,50    | 0,00    | 0,00   | 0,00   | 0,00   |

## Records sur une rencontre en NBA
Les records personnels d'Armoni Brooks en NBA sont les suivants, :
| Type de statistique        | Saison régulière | Saison régulière          | Saison régulière  | Playoffs | Playoffs                | Playoffs      |
| Type de statistique        | Record           | Adversaire                | Date              | Record   | Adversaire              | Date          |
| -------------------------- | ---------------- | ------------------------- | ----------------- | -------- | ----------------------- | ------------- |
| Points                     | 24               | @ Lakers de Los Angeles   | 12 mai 2021       | -        | -                       | -             |
| Paniers marqués            | 9                | @ Lakers de Los Angeles   | 12 mai 2021       | -        | -                       | -             |
| Paniers tentés             | 19               | @ Hawks d'Atlanta         | 16 mai 2021       | 3        | @ 76ers de Philadelphie | 16 avril 2022 |
| Paniers à 3 points réussis | 6                | 3 fois                    | 3 fois            | -        | -                       | -             |
| Paniers à 3 points tentés  | 18               | @ Hawks d'Atlanta         | 16 mai 2021       | 3        | @ 76ers de Philadelphie | 16 avril 2022 |
| Lancers francs réussis     | 3                | 2 fois                    | 2 fois            | -        | -                       | -             |
| Lancers francs tentés      | 4                | Bucks de Milwaukee        | 10 décembre 2021  | -        | -                       | -             |
| Rebonds offensifs          | 3                | 2 fois                    | 2 fois            | -        | -                       | -             |
| Rebonds défensifs          | 7                | 2 fois                    | 2 fois            | 2        | @ 76ers de Philadelphie | 16 avril 2022 |
| Rebonds totaux             | 10               | Jazz de l'Utah            | 21 avril 2021     | 2        | @ 76ers de Philadelphie | 16 avril 2022 |
| Passes décisives           | 6                | 3 fois                    | 3 fois            | -        | -                       | -             |
| Interceptions              | 3                | @ Bucks de Milwaukee      | 7 mai 2021        | -        | -                       | -             |
| Contres                    | 2                | @ Thunder d'Oklahoma City | 1er décembre 2021 | -        | -                       | -             |
| Balles perdues             | 5                | @ Nuggets de Denver       | 24 avril 2021     | -        | -                       | -             |
| Minutes jouées             | 43               | @ Nuggets de Denver       | 24 avril 2021     | 3        | @ 76ers de Philadelphie | 16 avril 2022 |

- Double-double : 0
- Triple-double : 0

Dernière mise à jour : 16 août 2022